# Aleš Jungmann

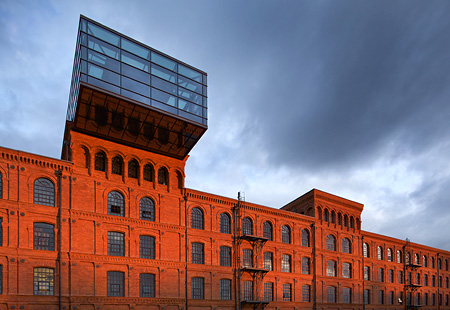
Aleš Jungmann: hotel Andel's Lodž, Jestico Whiles, 2009

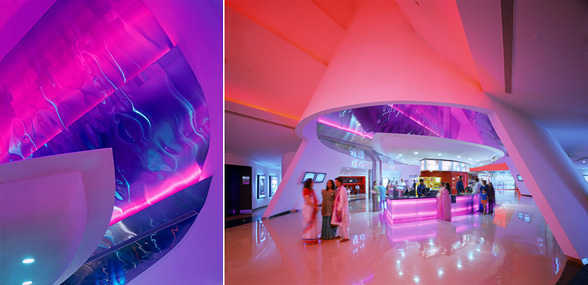
Aleš Jungmann: PVR Cinemas Bombaj, Jestico Whiles, 2006

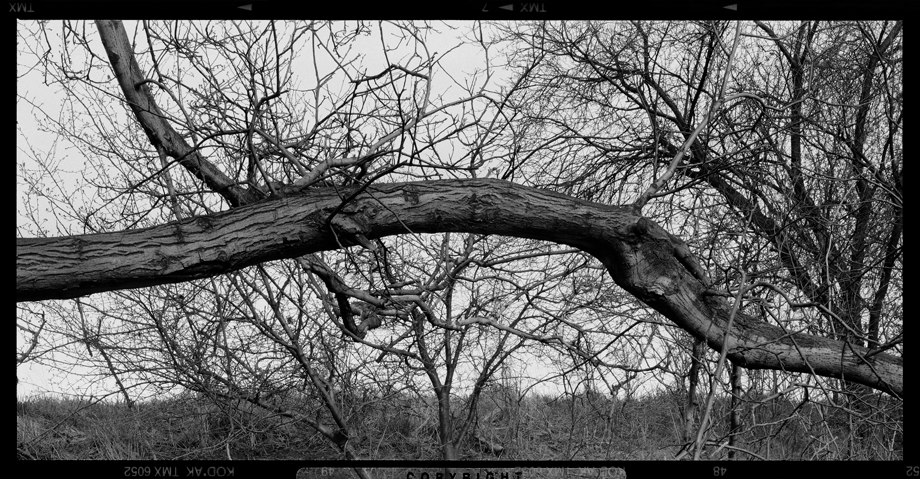
Aleš Jungmann: snímek z cyklu Krajina, 1994–1997

Aleš Jungmann (* 11. září 1971, Liberec) je český fotograf architektury. Mimo profesionální práci se věnuje fotografii krajiny a dříve dokumentu. Je držitelem titulu QEP (Qualified European Photographer).

## Životopis
V letech 1991–1997 studoval fotografii na FAMU. Zajímal se především o dokument a krajinu. Dokument (soubory Volby a Válečné hry) fotografoval u docenta Pavla Diase a Viktora Koláře, fotografii krajiny pak u docenta Miroslava Vojtěchovského.
Architekturu začal fotografovat souběžně se školní prací. Impulsem bylo semestrální cvičení "architektura" u Doc. Pavla Štechy, kdy jako úkol fotografoval Veletržní palác. Silný zážitek z tehdy rekonstruované budovy se stal určujícím momentem pro budoucí profesionální fotografickou orientaci. Během studia pracoval jako externí fotograf časopisu Architekt a získával první zakázky. Dnes fotografuje architekturu pro české a zahraniční architektonické ateliery, developery, časopisy a knihy. Mezi jeho zákazníky patří Aukett, Chapman Taylor, Jestico + Whiles, Sial, Kempinski, Hilton, Google, Wallpaper, Duravit nebo Česká spořitelna.
Od roku 2004 je držitelem titulu QEP (Qualified European Photographer).
S nakladatelstvím Dorling Kindersley spolupracoval na knize Toma Anga "The Complete Photographer" (2010) - část fotografie architektury.
Spolu s fotografií architektury se od roku 2014 zabývá leteckou fotografií s multikoptérou. V roce 2016 získal Povolení k provozování leteckých prací od Úřadu pro civilní letectví.
Od roku 2000 je ženatý a se ženou Irenou (1976) má tři děti - Vojtěcha (2004), Annu (2007) a Ellu (2011). Na Fakultě umění a architektury Technické univerzity v Liberci působí od roku 2004 ve fotografickém ateliéru.

## Výstavy
- 1992–1993 Dokumentární fotografie FAMU, putovní výstava Španělsko, Holandsko, Rakousko
- 1993 Volby, FAMU, Praha
- 1993 Fotografie FAMU, Interkamera Praha, Palác u Hybernů, Praha
- 1994 Festival Famu, Městská knihovna Praha
- 1996 The Document, Memorial Auditorium Gallery, Ohio University, Athens, USA
- 1996 Krajina, Fotofestival v Arles, Francie
- 1997 Magisterská abs. výstava, Lichtenštejnský palác, Praha
- 2005 QEP, Senát České republiky, Praha
- 2006 QEP, Galerie 4, Cheb
- 2008 Výběr Asociace profesionálních fotografů, Galerie S.V.U. Mánes Diamant, Praha
- 2025 Aleš Jungmann: Krajina, Kabinet fotografie, Kladno[1]

## Členství v organizacích
- 2003 Asociace českých profesionálních fotografů
- 2004 Federace evropských fotografů (Federation of European Photographers - FEP)

## Ocenění
- 2004 udělen titul QEP (Qualified European Photographer) v Bruselu

## Zastoupení ve sbírkách
- Zlatý fond, Národní muzeum fotografie, Jindřichův Hradec

## Galerie

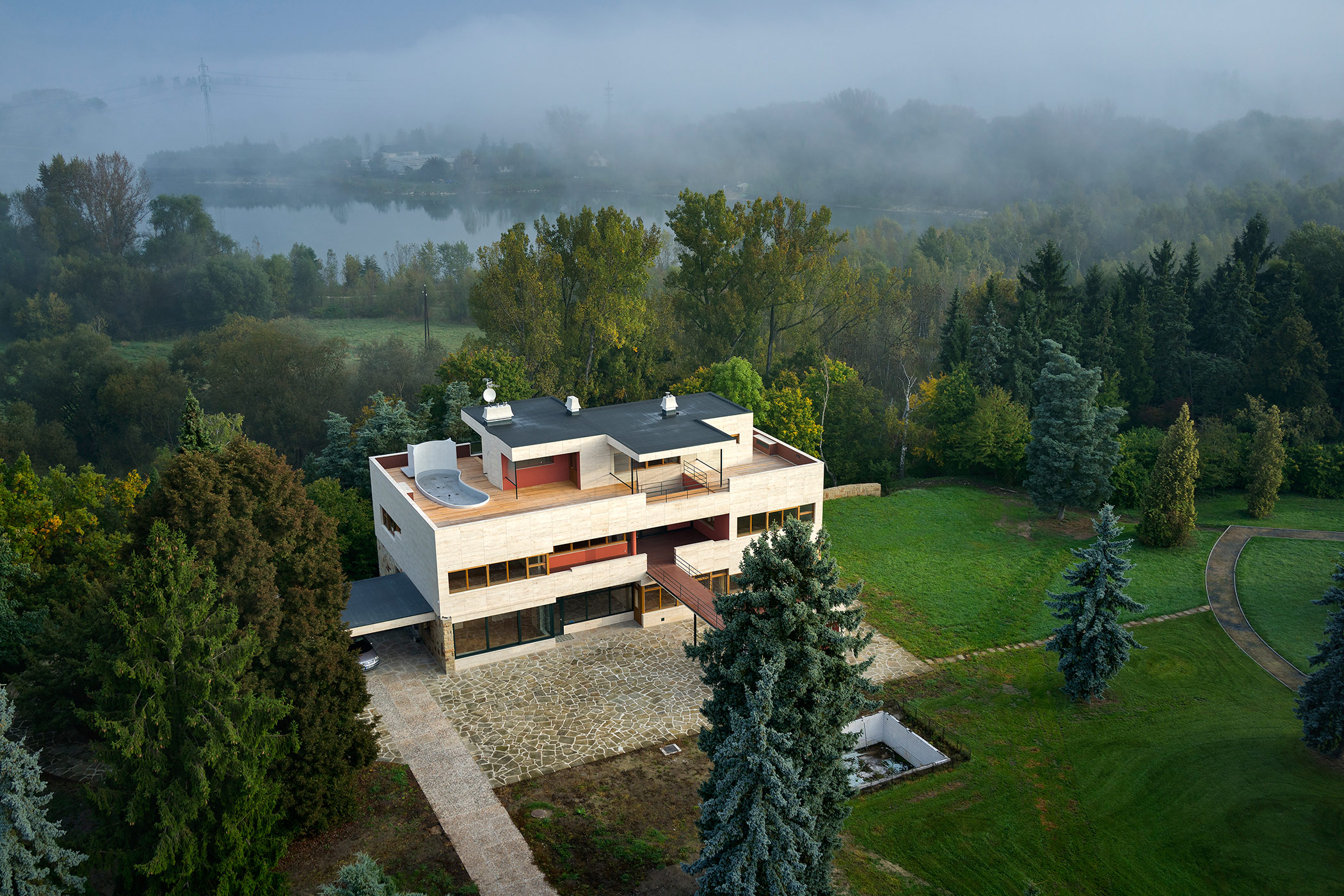
Aleš Jungmann: Volmanova vila Čelákovice, letecká fotografie z multikoptéry, 2015

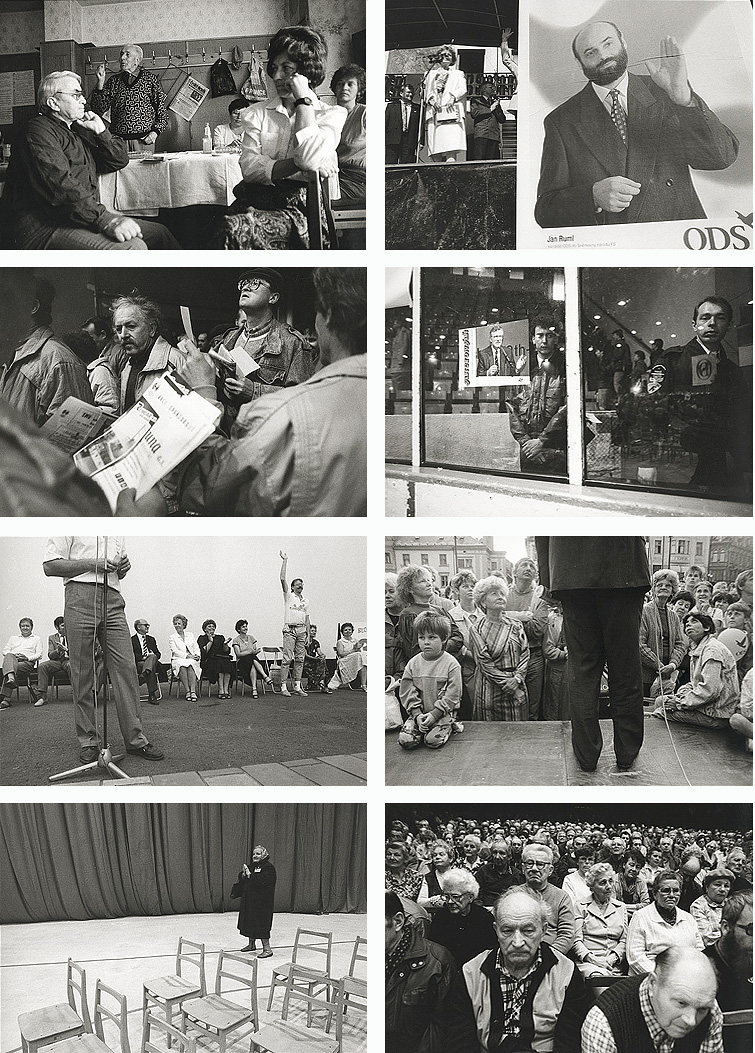
Aleš Jungmann: cyklus Volby, 1992–1996
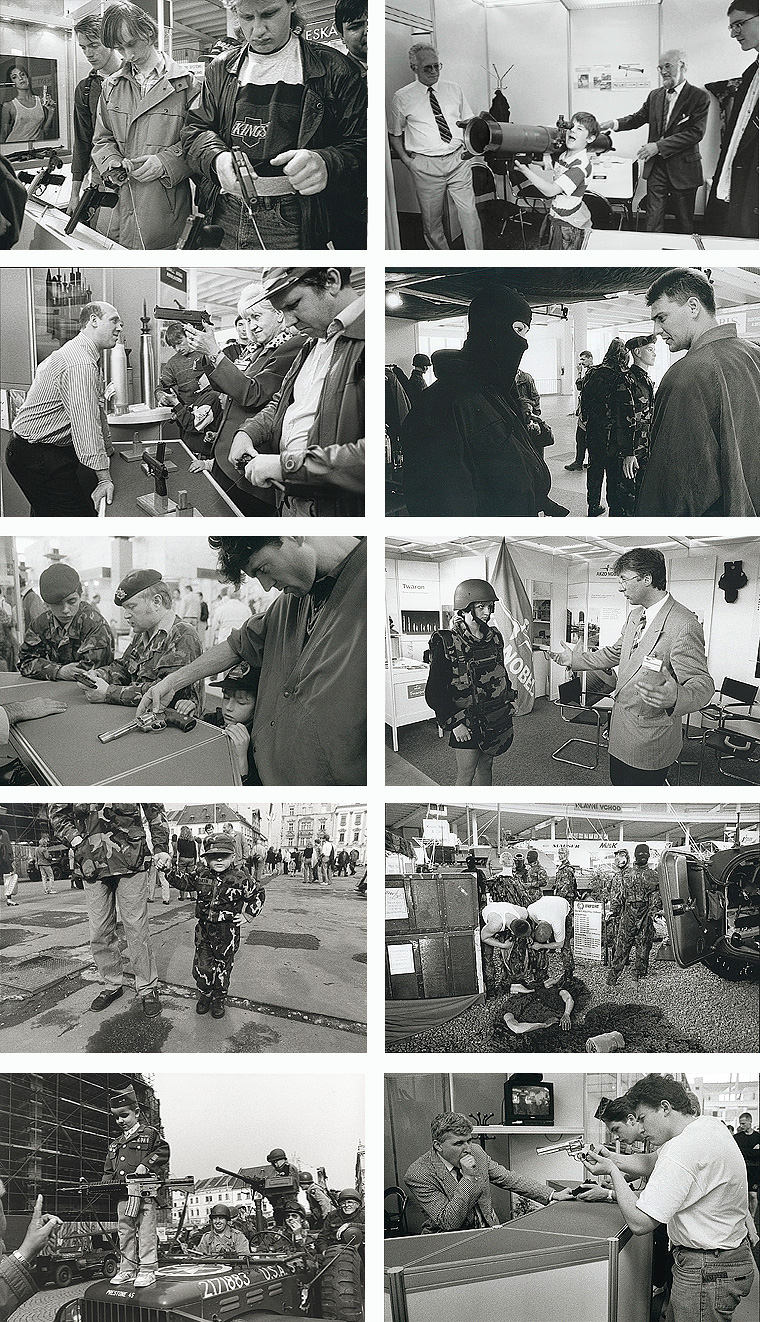
Aleš Jungmann: Válečné hry, 1994–1996
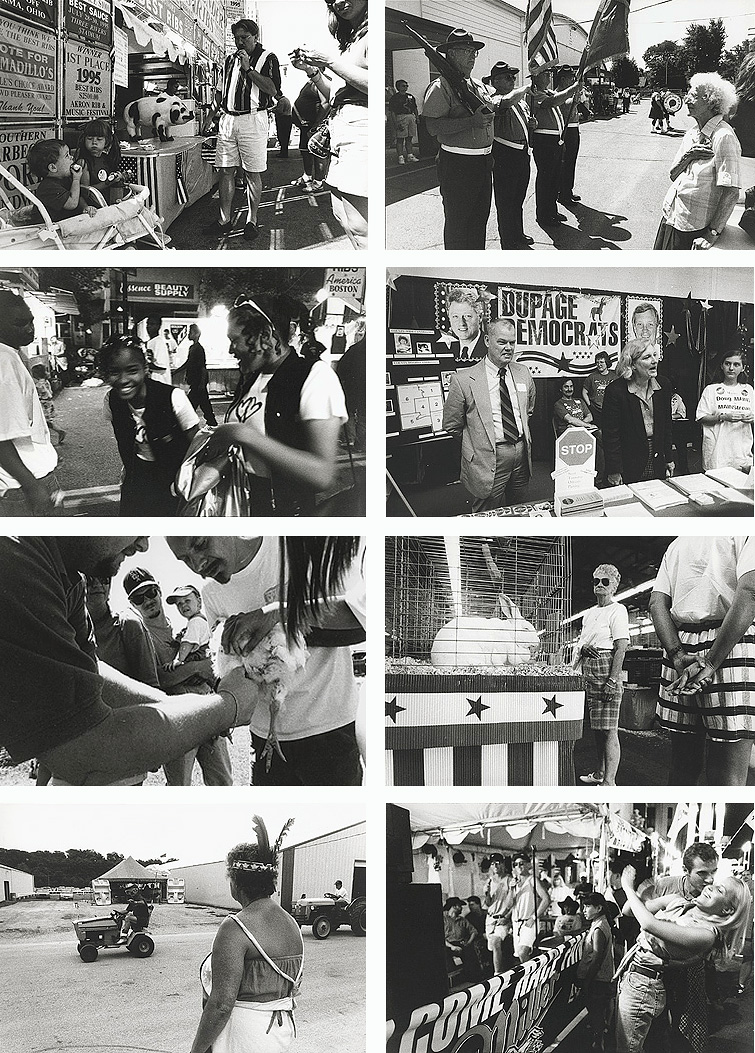
Aleš Jungmann: County Fairs, 1996
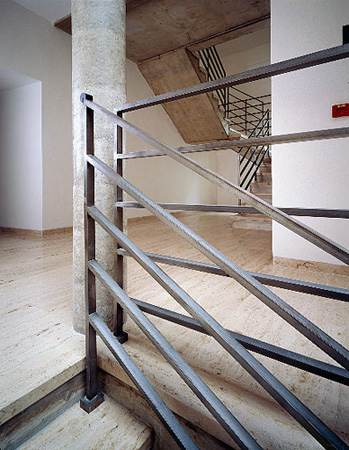
Aleš Jungmann: radnice Benešov, AP Atelier, 1995
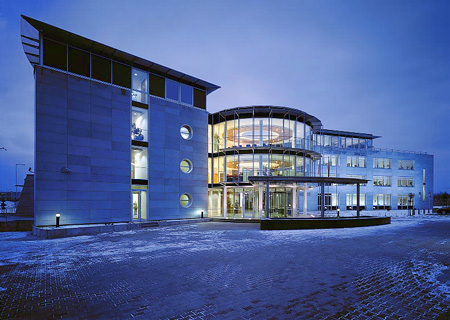
Aleš Jungmann: Basf Praha, 4A, 1999
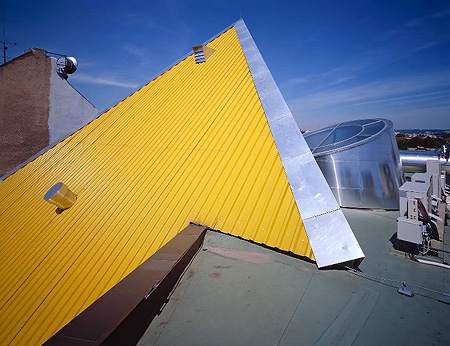
Aleš Jungmann: ČSOB České Budějovice, Atelier 8000, 1994
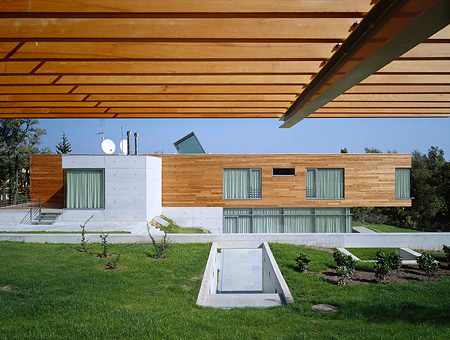
Aleš Jungmann: rezidence velvyslance Budapešť, Sial, 2000
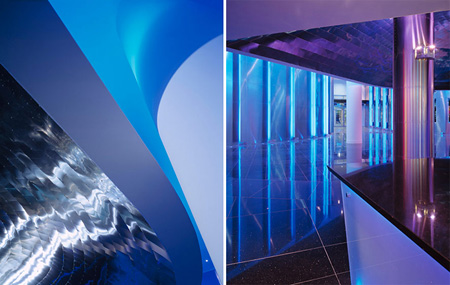
Aleš Jungmann: Village Cinemas Praha, Jestico Whiles, 2002
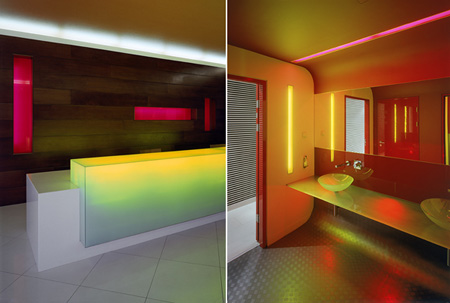
Aleš Jungmann: Mamaison Varšava, Jestico Whiles, 2005
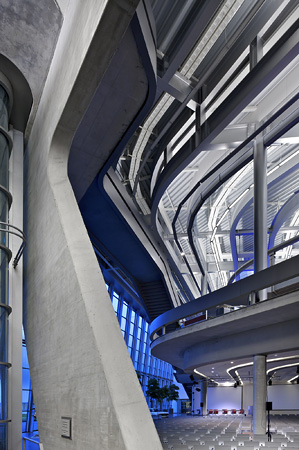
Aleš Jungmann: BMW továrna Lipsko, Zaha Hadid, 2009
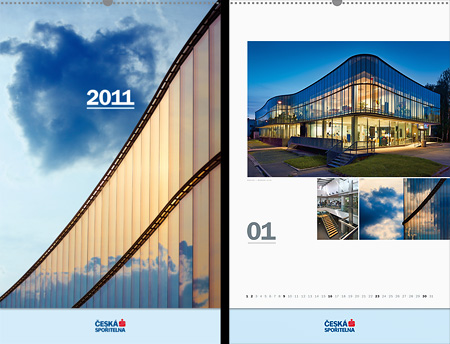
Aleš Jungmann: Česká spořitelna, kalendář, 2011
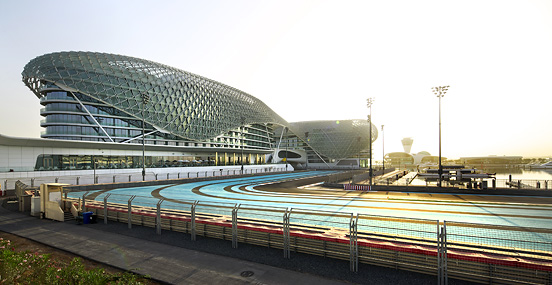
Aleš Jungmann: The Yas Hotel Abu Dhabi, Asymptote, Jestico Whiles, 2011
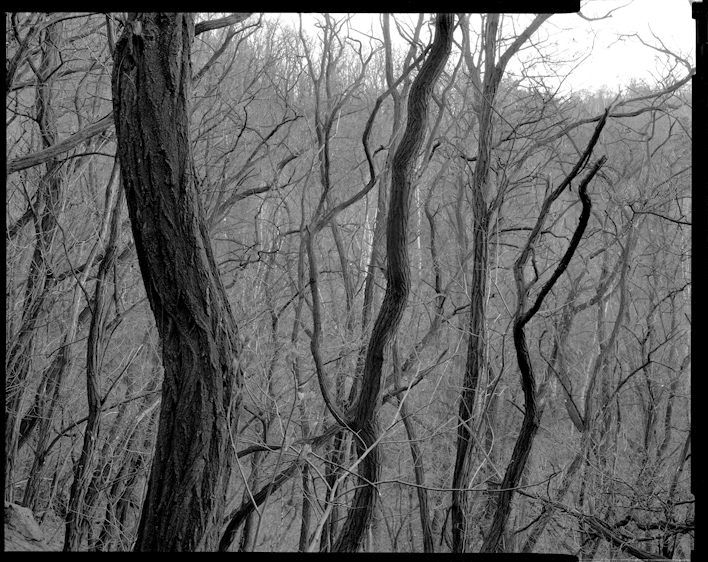
Aleš Jungmann: snímek z cyklu Krajina, 1994–1997
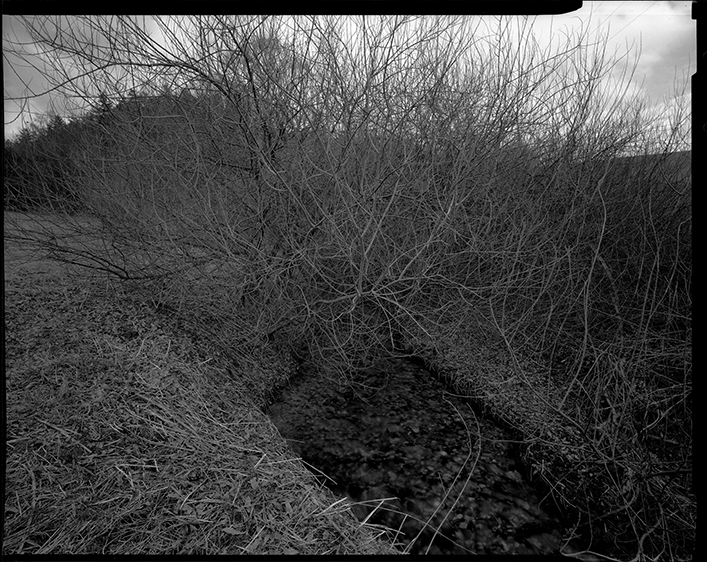
Aleš Jungmann: snímek z cyklu Krajina, 1994–1997
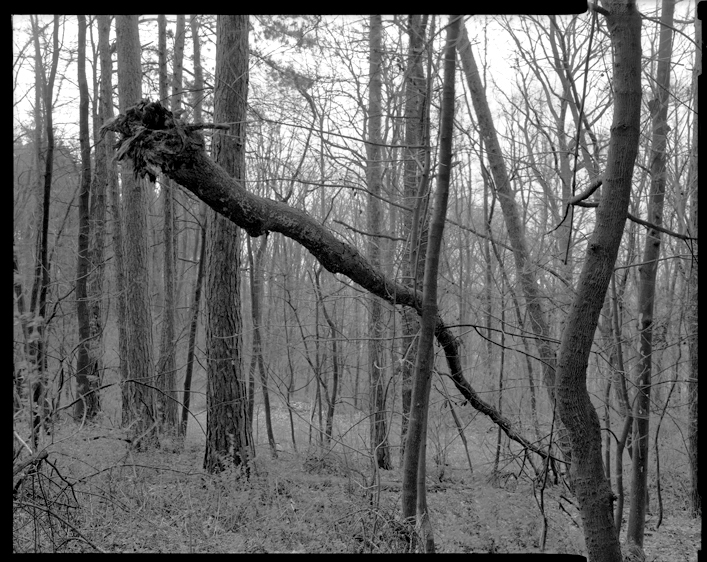
Aleš Jungmann: snímek z cyklu Krajina, 1994–1997
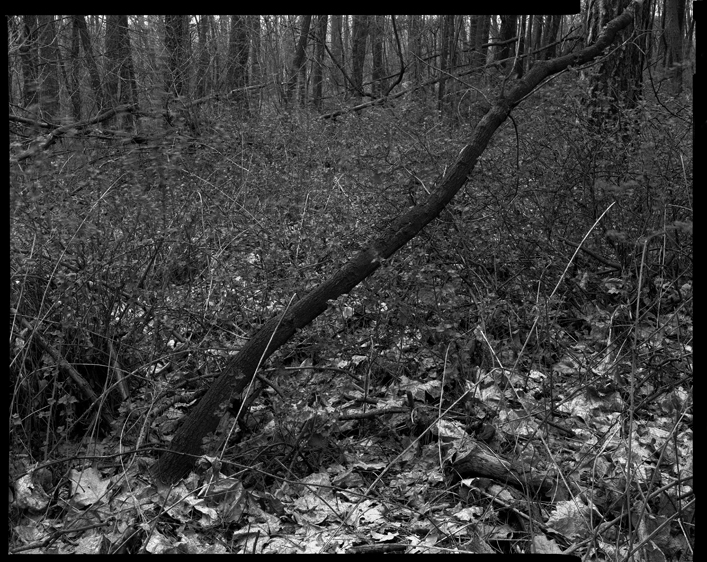
Aleš Jungmann: snímek z cyklu Krajina, 1994–1997
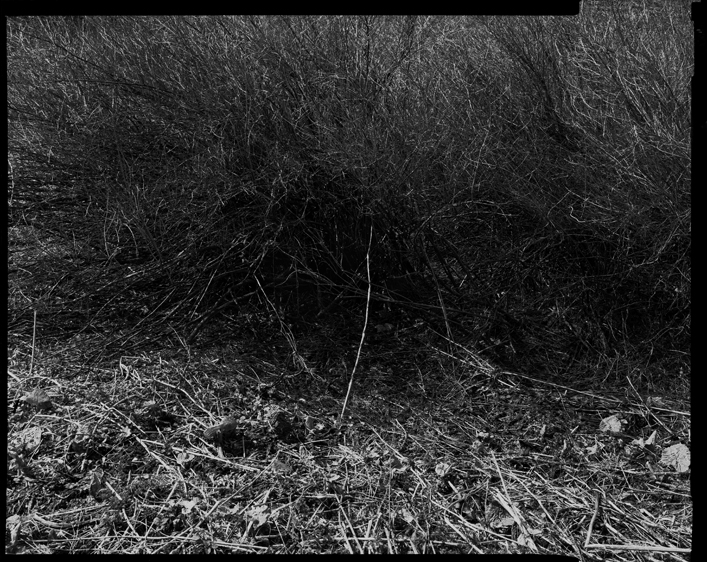
Aleš Jungmann: snímek z cyklu Krajina, 1994–1997
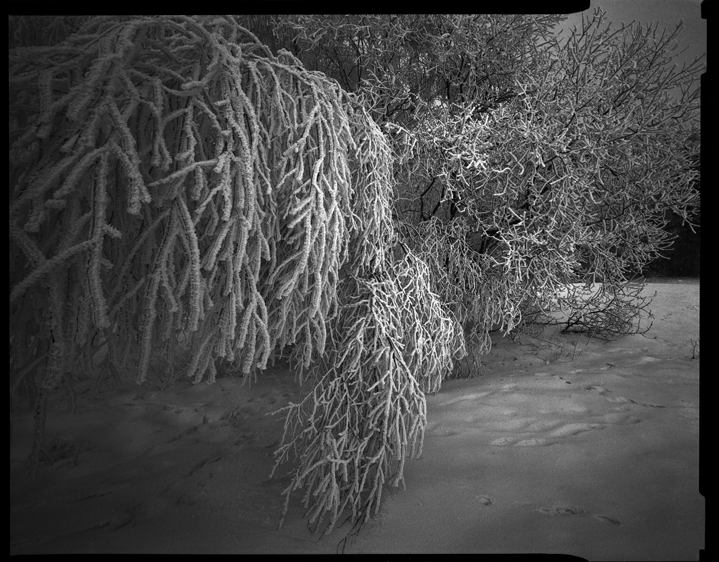
Aleš Jungmann: snímek z cyklu Krajina, 1994–1997
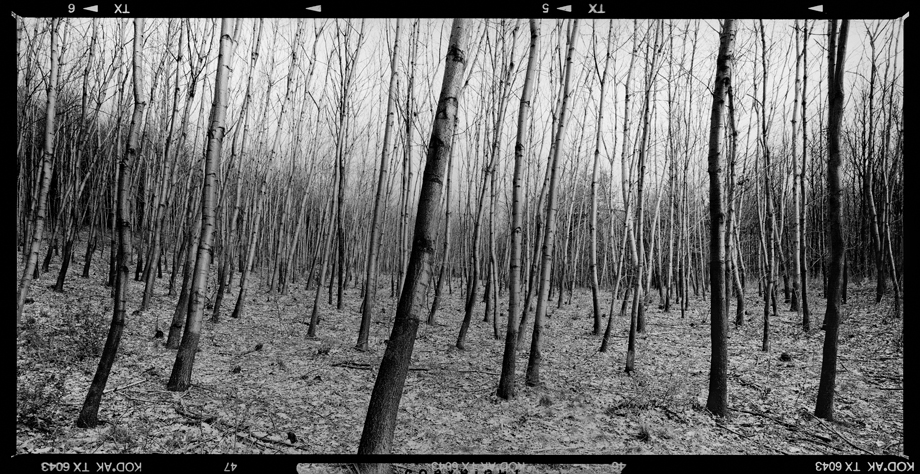
Aleš Jungmann: snímek z cyklu Krajina, 1994–1997
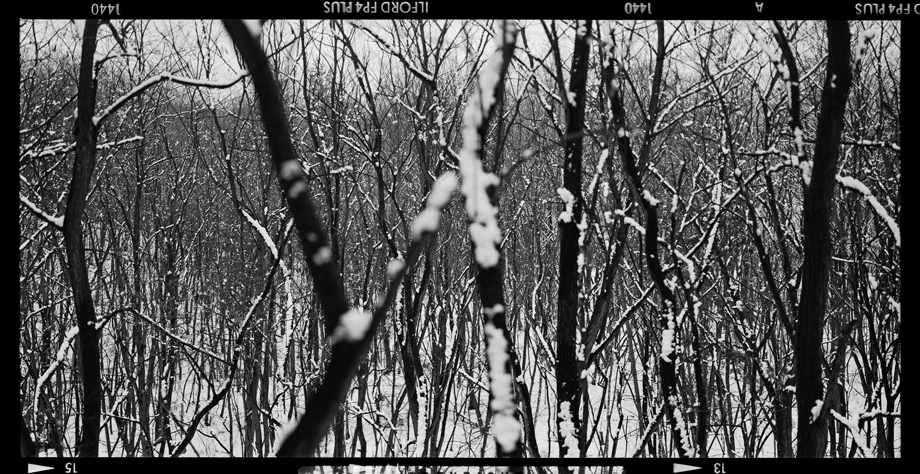
Aleš Jungmann: snímek z cyklu Krajina, 1994–1997

### Publikace
- 2005 Decuria, 10 QEP fotografů z České republiky, vydavatel: HQ Kontakt, ISBN 80-903071-4-0
- 2008 Slavné vily Libereckého kraje, vydavatel Foibos, ISBN 978-80-87073-06-3
- 2010 The Complete Photographer, vydavatel Dorling Kindersley, ISBN 978-1-4053-5331-1
- 2012 Naprej!, vydavatel Prostor - architektura, interiér, design, ISBN 978-80-87064-08-5
- 2015 Archpoetry, Urban Architecture of the Maldives, vydavatel ORO Editions, ISBN 978-1-941806-66-1
- 2015 Spořilov, Největší zahradní město velké Prahy, vydavatel Prostor - architektura, interiér, design, ISBN 978-80-87064-17-7